# Otto Zaugg
Otto Zaugg (* 11. April 1906 in Bern; † 9. August 1998 in Poschiavo; Heimatort Eggiwil) war ein Schweizer Beamter und Akteur der Schweizer Flüchtlingspolitik während und nach dem Zweiten Weltkrieg.

## Leben
Otto Zaugg war Sohn von Rosa Elise Gerber und Hans Zaugg, einem Kaufmann. Er heiratete Delia Koller und schloss 1932 eine Ausbildung als Maschineningenieur an der ETH Zürich ab. 1933 gründete er die Schweizerische Zentralstelle für freiwilligen Arbeitsdienst, deren Geschäftsleiter er bis 1946 war. 1940 realisierte Zaugg im Auftrag des Bundes eine Machbarkeitsstudie von Arbeitslagern für zivile Flüchtlinge; ab April desselben Jahres war er Vorstand der neu geschaffenen eidgenössischen Zentralleitung der Arbeitslager für Emigranten. Er leitete das 1945 in Eidgenössische Zentralleitung der Heime und Lager umbenannte Amt bis zu dessen Auflösung 1950. Danach wechselte Zaugg in die Privatwirtschaft, wo er eine Kaderposition bei der National-Versicherungsgesellschaft bekleidete.
Zauggs Nachlass befindet sich im Archiv für Zeitgeschichte in Zürich.

## Schriften (Auswahl)
- Schulung, Umschulung und Weiterbildung von Flüchtlingen. In: Schweizerische Zentralstelle für Flüchtlingshilfe (Hrsg.): Flüchtlinge wohin? Bericht über die Tagung für Rück- und Weiterwanderungs-Fragen in Montreux. Aussprache zwischen Behörden, Hilfswerken and Flüchtlingen. 25. Februar bis 1. März 1945. Zürich 1945, OCLC 605402872, S. 158–172 (Inhaltsverzeichnis [abgerufen am 7. Juli 2018]).
- Schweizerische Zentralstelle für freiwilligen Arbeitsdienst (Hrsg.): Fünfundzwanzig Jahre Schweizerische Zentralstelle für freiwilligen Arbeitsdienst. Basel 1958, OCLC 603078075.